# Materiał (grafika 3D)
Materiał – zespół cech powierzchni obiektu trójwymiarowego przetwarzanego w programie graficznym lub bibliotece programistycznej; oprogramowanie użytkowe pozwala zwykle tworzyć zestawy materiałów, które następnie można używać wielokrotnie.
Materiał opisuje następujące właściwości:
- model oświetlenia (np. Phonga, Blinna) oraz jego parametry,
- barwę powierzchni, barwę światła odbitego i rozproszonego,
- tekstury i ich modyfikacje,
- stopień przezroczystości,
- współczynnik załamania światła.

W zależności od oprogramowania zbiór parametrów może być obszerniejszy.